# Norische Ware
Norische Ware ist die moderne Bezeichnung einer Keramikware, die hauptsächlich in der römischen Provinz Noricum produziert wurde.
Der Ton dieser Ware ist meist braun und mit weißen bis weißlich-opaken Partikeln (oftmals Marmor) gemagert. Bei den produzierten Gefäßen handelt es sich in der Regel um einfache Gebrauchsware wie Kochtöpfe oder Vorratsgefäße. Die Formen unterscheiden sich von gleichzeitiger römischer Ware. Es gibt eiförmige Töpfe, die eine dreikantige Lippe haben. Schultern oder Bauch sind oft mit einfachen Mustern aus Wellenbändern dekoriert, die durch Kämme oder Rollrädchen produziert wurden. Einige der Gefäßformen gehen offensichtlich auf keltische Vorbilder zurück. Sie belegen das Fortleben vorrömischer Traditionen in der römischen Zeit.